# Bejun Mehta
Bejun Mehta (* 29. Juni 1968 in Laurinburg, North Carolina) ist US-amerikanischer Opernsänger (Countertenor).

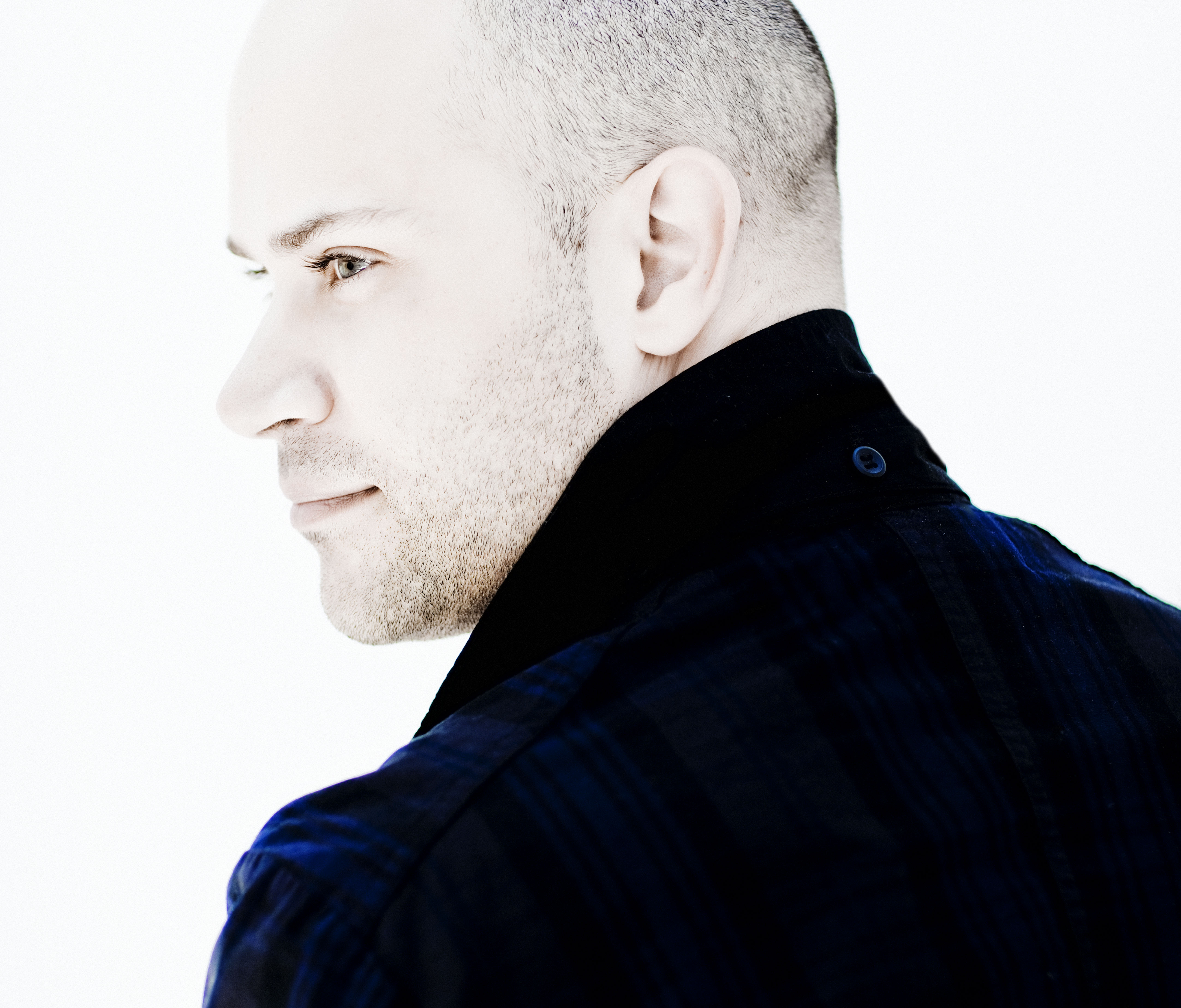
Bejun Mehta (2010)

## Leben
Bejun Mehta ist ein Sohn des Pianisten parsischer Herkunft Dady Mehta, seinerseits ein Cousin des Dirigenten Zubin Mehta, und der amerikanischen Sopranistin Martha Ritchey Mehta. Bejun wuchs in Ann Arbor auf und studierte später Deutsche Literatur in Yale, wo er eine Abschlussarbeit zur Interpretation der Gedichte Heinrich Heines verfasste. Ab dem Alter von zehn Jahren sang er als Solist bei Konzerten und Einspielungen, unter anderem mit Leonard Bernstein. Nach dem Stimmwechsel im Alter von fünfzehn spielte er Violoncello, sowohl als Solist, wie auch im Orchester. Außerdem wirkte er als Dirigent. Mehta arbeitete auch als freier Aufnahmeleiter bei verschiedenen Firmen wie Delos International oder BMG/RCA, wo er die 1998 mit einem Grammy bedachte Einspielung des Cellisten János Starker der Suiten für Violoncello Solo Nr. 1–6 Johann Sebastian Bachs betreute.
Zur gleichen Zeit begann der mit seinem Bariton Unzufriedene, inspiriert von einem Bericht über David Daniels, zuerst im Selbststudium, dann mit seiner Gesangslehrerin Joan Patenaude-Yarnell der Manhattan School of Music, die Stimme zum Countertenor auszubilden. Gefördert von Marilyn Horne, debütierte er 1998 als solcher mit Händels Partenope an der New York City Opera und gastierte seither an vielen großen Opernhäusern und bei Festspielen. Zu seinen wichtigsten Opernrollen gehören Orlando, Giulio Cesare, Orfeo (Orfeo ed Euridice), Telemaco, Oberon (A Midsummer Night’s Dream), Farnace (Mitridate), Didymus (Theodora), Arsamenes (Serse) und Ottone (Agrippina).
Bei den Salzburger Festspielen debütierte Mehta 2005 als Farnace in Mozarts Mitridate, re di Ponto unter Marc Minkowski. 2009 sang er dort den Didymus in einer szenischen Fassung von Händels Theodora. 2012 war er, neben Plácido Domingo, Julia Lezhneva und Franco Fagioli, in der Titelrolle einer konzertanten Fassung von Händels Oper Tamerlano zu hören, bei der Les Musiciens du Louvre Grenoble unter Minkowski musizierten. 2014 sang er mit denselben die männliche Titelrolle der Oper Orfeo ed Euridice in einer Inszenierung für die Salzburger Mozartwoche.

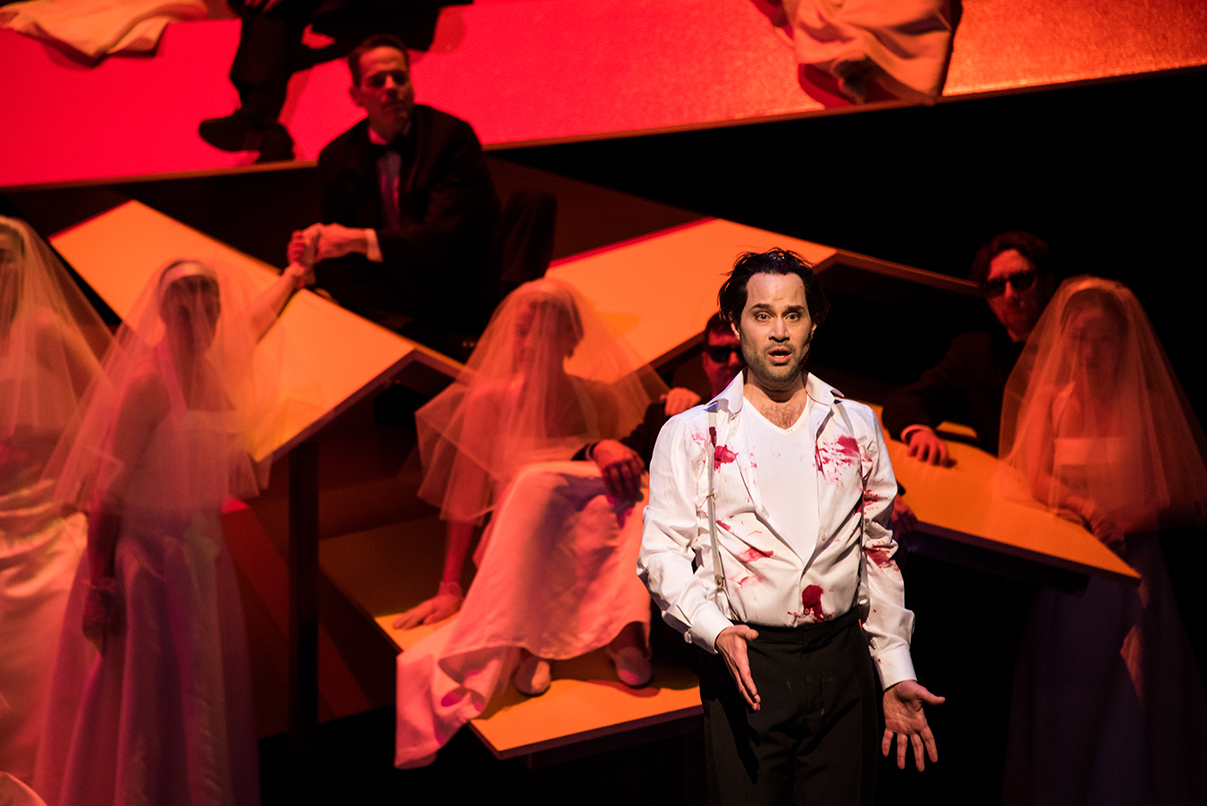
Als Orfeo in der Jürgen-Flimm-Inszenierung in Berlin, 2016

Im März 2009 gastierte er als Altus im Oratorium Messiah in szenischer Fassung in einer Produktion von Claus Guth am Theater an der Wien. 2014 trat er im Mai bei den Wiener Festwochen als Orfeo in der Oper Orfeo ed Euridice in einer Inszenierung von Romeo Castellucci auf. In der Hamburger Uraufführung von Toshio Hosokawas Oper Stilles Meer im Januar 2016 sang er unter Leitung von Kent Nagano den Stephan. 2016 verkörperte er erneut Glucks Orfeo an der Staatsoper im Schiller Theater in Berlin. Es inszenierte Jürgen Flimm, es dirigierte Daniel Barenboim.
Mehta ist auch an einer Filmversion von Glucks Orfeo ed Euridice als künstlerischer Berater und Interpret des Orfeo beteiligt, die 2013 im Schlosstheater Český Krumlov (Tschechien) zusammen mit Eva Liebau als Euridice gedreht wurde.

## Diskografie (Auswahl)
- Ombra Cara, Arien von Georg Friedrich Händel, Freiburger Barock Orchester, René Jacobs, Harmonia Mundi.
- Georg Friedrich Händel: Theodora (Didymus), Freiburger Barock Orchester, Ivor Bolton, The Salzburg Festival, Unitel/Classica.
- W. A. Mozart: Mitridate (Farnace), Les Musiciens du Louvre, Marc Minkowski, The Salzburg Festival, Decca.
- Georg Friedrich Händel: Messiah (Alto/Middle Brother), Claus Guth, Ensemble Matheus, Jean-Christophe Spinosi, Unitel/Classica.
- Georg Friedrich Händel: Giulio Cesare, Les Musiciens du Louvre, Marc Minkowski, Archiv Produktion.
- Georg Friedrich Händel: Rinaldo (Mago cristiano), The Academy of Ancient Music, Christopher Hogwood, Decca.
- Bejun, Arias and Songs, Los Angeles Chamber Orchestra, Delos.
- Georg Friedrich Händel: Belshazzar (Cyrus), Akademie für Alte Musik Berlin, RIAS Kammerchor, René Jacobs, Harmonia Mundi HMD 9909028.29, 2008 (DVD).
- Down by the Salley Gardens – Mehta singt Britten, Finzi und andere Komponisten des 19./20. Jahrhunderts; Klavier: Julius Drake; Harmonia Mundi, 2011.
- Che puro ciel - The Rise of Classical Opera; mit René Jacobs, 2014.
- El Maestro Farinelli, Concerto Köln, Archiv Production, 2014.